# 1920 aux Territoires du Nord-Ouest
Chronologie des Territoires du Nord-Ouest
- 1916
- 1917
- 1918
- 1919
- 1920
- 1921
- 1922
- 1923
- 1924

Cette page concerne les événements survenus en 1920 dans le territoire canadien des Territoires du Nord-Ouest.

## Politique
- Premier ministre : William Wallace Cory (Commissaire en gouvernement)
- Commissaire :
- Législature :

## Événements
- 1er janvier : les portions restantes des Territoires du Nord-Ouest sont divisées en trois districts provisoires : Mackenzie, Keewatin et Franklin.